# 红豆树
红豆树（学名：Ormosia hosiei），为豆科红豆属下的一个植物种。分佈中國湖北、江蘇江南一帶、安徽、福建、浙江、貴州、四川、陝西黃河流域。拉丁學名Ormosia hosiei的命名紀念英國駐大清總領事兼植物標本收藏家謝立山（Alexander Hosie）。